# Luise Rainer
Luise Rainer (Düsseldorf, 12. siječnja 1910. – London, 30. prosinca 2014.) - njemačka filmska glumica. Poznata po nadimku "Bečka suza". Prva je žena koja je osvojila dva Oscara i prva osoba koja je osvojila dva Oscara zaredom.
Karijera joj je počela u Njemačkoj kada ju je u dobi od 16 godina angažirao ugledni kazališni režiser Max Reinhardt. Nakon nekoliko godina postala je jednom od najeminentnijih glumica njegove kazališne trupe, prije nego što su je agenti studija MGM pronašli i s njom potpisali trogodišnji ugovor temeljem koga je došla u Hollywood 1935. Mnogi tadašnji filmaši pretpostavljali su, da će postati druga Greta Garbo, odnosno zamijeniti tadašnju glavnu MGM-jevu zvijezdu.
Nakon uloge u filmu »Escapade« (1935.) slijedila je uloga u glazbeno-biografskom filmu »Veliki Ziegfeld« (1936.), koji je, usprkos relativno kratkom nastupu, toliko impresionirao publiku da je dobila Oscara za glavnu žensku ulogu i dobila nadimak "Bečka suza". Sljedeće godine, producent Irving Thalberg, usprkos protivljenja studija, angažirao ju je za ulogu kineske seljanke u filmu »Dobra zemlja«, adaptaciji istoimenog romana književnice Pearl S. Buck. I za tu se ulogu ispostavilo da je uspješna, te je dobila još jednog "Oscara".
Međutim, nakon takvih uspjeha slijedio je brzi sunovrat karijere, te nakon niza nevažnih uloga njen ugovor nije obnovljen, te se vratila u Europu. Neki to tumače lošim savjetima njenoga tadašnjega muža, dramatičara Clifforda Odetsa, odnosno iznenadnoj smrti Irvinga Thalberga, koji je bio njen mentor i zaštitnik. Često se Luise Rainer smatra jednim od najdrastičnijih primjera tzv. "oskarovske kletve", odnosno fenomena glumačke karijere koja propada nakon dobivanja "Oscara".
Umrla je sa 104 godine, 2014. godine. Bila je najduže živuća Oscarovka.